# Jeremy Linn

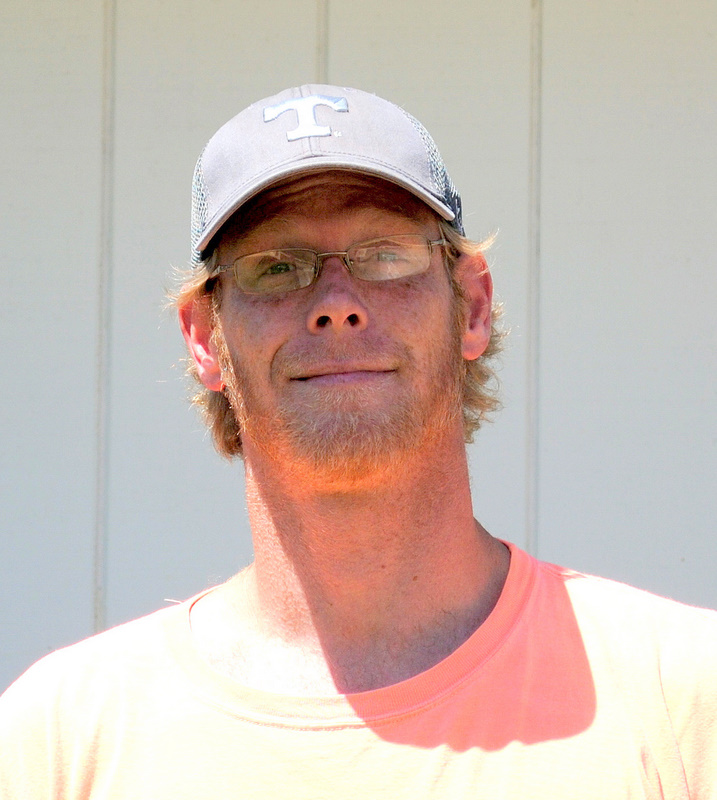
Jeremy Linn

Jeremy Porter Linn, född 6 januari 1975 i Harrisburg i Pennsylvania, är en amerikansk före detta simmare.
Linn blev olympisk guldmedaljör på 4 x 100 meter medley vid sommarspelen 1996 i Atlanta.